# Cabinet Lafontaine I
Sarre
Zeyer III Lafontaine II
Le cabinet Lafontaine I (Kabinett Lafontaine I, en allemand) est le gouvernement du Land allemand de Sarre entre le 9 avril 1985 et le 21 février 1990, durant la neuvième législature du Landtag.

## Coalition et historique
Dirigé par le nouveau ministre-président social-démocrate, Oskar Lafontaine, jusqu'alors bourgmestre de Sarrebruck, il est constitué du seul Parti social-démocrate d'Allemagne (SPD), qui dispose de 26 députés sur 51 au Landtag, soit 51 % des sièges.
Il a été formé à la suite des élections régionales du 10 mars 1985 et succède au troisième cabinet du chrétien-démocrate Werner Zeyer, soutenu par une « coalition noire-jaune » entre l'Union chrétienne-démocrate d'Allemagne (CDU) et le Parti libéral-démocrate (FDP). Le SPD ayant renforcé sa majorité absolue aux élections régionales du 28 janvier 1990, il a formé le cabinet Lafontaine II.

## Composition
| Poste                                                          | Ministre | Ministre              | Parti |
| -------------------------------------------------------------- | -------- | --------------------- | ----- |
| Ministre-président                                             |          | Oskar Lafontaine      | SPD   |
| Ministre de l'Intérieur                                        |          | Friedel Läpple        | SPD   |
| Ministre de la Justice                                         |          | Arno Walter           | SPD   |
| Ministre des Finances                                          |          | Hans Kasper           | SPD   |
| Ministre de l'Éducation, de l'Enseignement et de la Science    |          | Diether Breitenbach   | SPD   |
| Ministre du Travail, de la Santé et de l'Ordre social          |          | Brunhilde Peter       | SPD   |
| Ministre de l'Économie                                         |          | Hans-Joachim Hoffmann | SPD   |
| Ministre de l'Environnement                                    |          | Jo Leinen             | SPD   |
| Ministre des Affaires fédérales et avec Attributions spéciales |          | Ottokar Hahn          | SPD   |